# Ферроптоз
Ферропто́з (англ. ferroptosis) — тип программируемой окислительной некротической гибели клетки, характерной особенностью которого является железо-зависимое перекисное окисление липидов. Ферроптоз известен у раковых клеток и фибробластов млекопитающих.
Ферроптоз был открыт при высокопроизводительном скрининге селективных индукторов гибели изогенных клеток, мутантных по Ras. Было обнаружено, что эрастин индуцирует гибель клеток по новому механизму, связанному с клеточными хранилищами железа, а повышенная экспрессия онкогена HRAS делает клетки более подверженными этому механизму гибели.

## Молекулярные механизмы и функции
Ферроптоз могут запускать структурно разнообразные малые молекулы (например, эрастин, сульфасалазин и RSL3). По морфологическим, биохимическим и генетическим особенностям ферроптоз отличается от апоптоза, аутофагии и других форм программируемого некроза. Для него характерны такие морфологические изменения как уменьшенные размеры митохондрий с конденсированными плотными внутренними мембранами, уменьшение и даже исчезновение  митохондриальных крист, а также разрывы внешней митохондриальной мембраны. Ферроптоз можно предотвратить при помощи липофильных антиоксидантов, например, тролокса и витамина E, а также хелатов железа, таких как дефероксамин, но не хорошо известных малых молекул, ингибирующих апоптоз, некроз и аутофагию; по этой причине ферроптоз выделяют как отдельную форму гибели клетки.
Эрастин блокирует XC−Cys/Glu антипортер, который обменивает внеклеточный L-цистин на внутриклеточный L-глутамат. Решающее значение для ферроптоза имеет внеклеточный метаболизм железа, за что этот тип клеточной гибели и получил своё название. Считается, что ключевыми двигателями ферроптоза являются активные формы кислорода (АФК), однако образующиеся в ходе реакций типа Фентона, а не при работе митохондриальной электрон-транспортной цепи. Главный внутриклеточный ингибитор ферроптоза — глутатионпероксидаза 4 (GPX4), и её активность зависит от уровня глутатиона (GSH), в состав которого входит цистин (поэтому при блокировании XC−Cys/Glu антипортер синтез глутатиона невозможен). По этой причине нехватка GSH приводит к инактивации GPX4, в результате чего наступает перекисное окисление липидов, опосредованное АФК, и смерть клетки. Клетки, в которых GPX4 была нокаутирована, погибают ферроптозом.
Недавно было показано, что ферроптоз служит одним из механизмов, посредством которых белок-супрессор опухолей p53 поддерживает гомеостаз в организме в стрессовых условиях. Недавние исследования показали важность ферроптоза для поддержания гомеостаза в Т-клеточной части иммунной системы.
Недавно было установлено, что в условиях аминокислотного голодания такие факторы плазмы крови, как переносящий железо белок трансферрин и аминокислота глутамин, индуцируют ферроптоз. Как оказалось, ключевую роль в этом играли поверхностные клеточные трансферриновые рецепторы и метаболический путь утилизации глутамина — глутаминолиз. 
Последние исследования показали, что нокаут гена цистеинил-тРНК-синтетазы ингибирует ферроптоз, вызванный обработкой клеток эрастином.

## Клиническое значение

Сорафениб

Хелатирование железа блокирует гибель клеток, индуцированную глутаматом (который блокирует поступление цистина в клетку) или АФК (следовательно, такую гибель клеток можно считать ферроптозом). Поэтому железозависимую гибель нейронов можно остановить металлопротеин-аттенуирующими соединениями (например, клиохинолом) и хелаторами железа (например, дефероксамином). Это может иметь важное значение для лечения нейродегенеративных заболеваний. Например, зилеутон, ингибитор липоксигеназы-5, блокирует ферроптоз и, возможно, сможет в будущем применяться для борьбы с нейродегенеративными расстройствами.
Ферроптоз представляет собой важную потенциальную мишень для различных противораковых препаратов. Например, сорафениб, ингибитор онкогенных киназ, может индуцировать ферроптоз в клетках гепатоцеллюлярной карциномы.
Как говорилось выше, глутаминолиз может участвовать в запуске ферроптоза. Предполагается, что ингибирование глутаминолиза может уменьшить повреждения сердца при ишемии-реперфузии. 